# Santiago de la Espada
Santiago de la Espada es una localidad española perteneciente al municipio de Santiago-Pontones, en la provincia de Jaén. Era un municipio independiente hasta que en 1975 se fusionó con la localidad de Pontones. Está situado al sureste de la comarca de Sierra de Segura. Limita con las provincias de Albacete (norte) y Granada (sur). Tiene 1069 habitantes (2024) y está situado a 1340 m de altura. Su gentilicio es hornillero debido a que en la Edad Media había un horno en el cual coincidieron unos pastores de las serranías de Cuenca para fundar lo que sería “El Hornillo”. Aunque el más comúnmente utilizado por los habitantes de la zona es el de santiagueño.

## Historia

### Nacimiento
El origen de Santiago de la Espada tiene lugar en la prehistoria.
En las Cuevas de “El Engarbo” (Santiago de la Espada) se ha demostrado, con fechas seguras, la ocupación humana más antigua en la provincia. En el 9250 a. C. existió en este lugar una comunidad de parentesco que vivían de la caza del ciervo, el rebeco, la cabra montés, el corzo y el jabalí. A esta primera fase de ocupación de la Cueva se superpone otra en el Neolítico, que por el material cerámico e industria lítica, se ha fechado a mediados del VI milenio a. C. A una fase más tardía pertenece el abrigo de "Río Frío", que alberga un sepulcro colectivo que se ha datado entre finales del III milenio y II a. C.

### Etapa ibérica
La zona estuvo bajo la égida del gran centro ibérico de Toya (Peal de Becerro). De esta época es la necrópolis de las Quebradas.

### Edad Media

#### Época musulmana
Las tierras de la Sierra de Segura estuvieron pobladas por numerosas fortificaciones y alquerías o pequeñas poblaciones. Gracias a algunas de sus ciudades vecinas como Santiago-Pontones quedan vestigios de recintos fortificados entre los que destacan el Castillo de las Gorgolillas o el de Miller. 
En 1243, el emir de la taifa de Murcia (Ibn Hud al-Dawla) firmó las capitulaciones de Alcaraz, con el rey Fernando III. El territorio de Santiago de la Espada se integra así a la Corona de Castilla dentro de Reino de Murcia hasta 1833, en que se crea la actual Provincia de Jaén.
En este período la zona fue repoblada, definitivamente, por la Orden de Santiago por orden de Alfonso X, el cual concedió una serie de privilegios a sus habitantes en 1266.

#### Época cristiana
Los Reyes Católicos la hicieron villa de fuero Real, por las ayudas dadas en la conquista de Antequera y Granada. El Villazgo le fue confirmado rotundamente en 1637.
El antiguo nombre de El Hornillo, a raíz de la visita realizada por el Mariscal de León y por el gobernador del Partido don Cristóbal López de Aguilera, se cambió por el de Puebla de Santiago. Don Cristóbal López hizo que se fundase una iglesia sobre la antigua ermita, bajo el mismo patrocinio.
Durante el reinado de Felipe II se estableció su frontera o término municipal, aunando aldeas de los valles del río Zumeta y del río Segura como Tobos, Marchena (Jaén), Las Gorgollitas o Miller (Jaén). 

### Edad Moderna
Pontones fue aldea de Segura de la Sierra, hasta su independencia en 1837.

### Actualidad
El actual término municipal procede de 1975 con la fusión de los municipios de Pontones y de Santiago de la Espada.

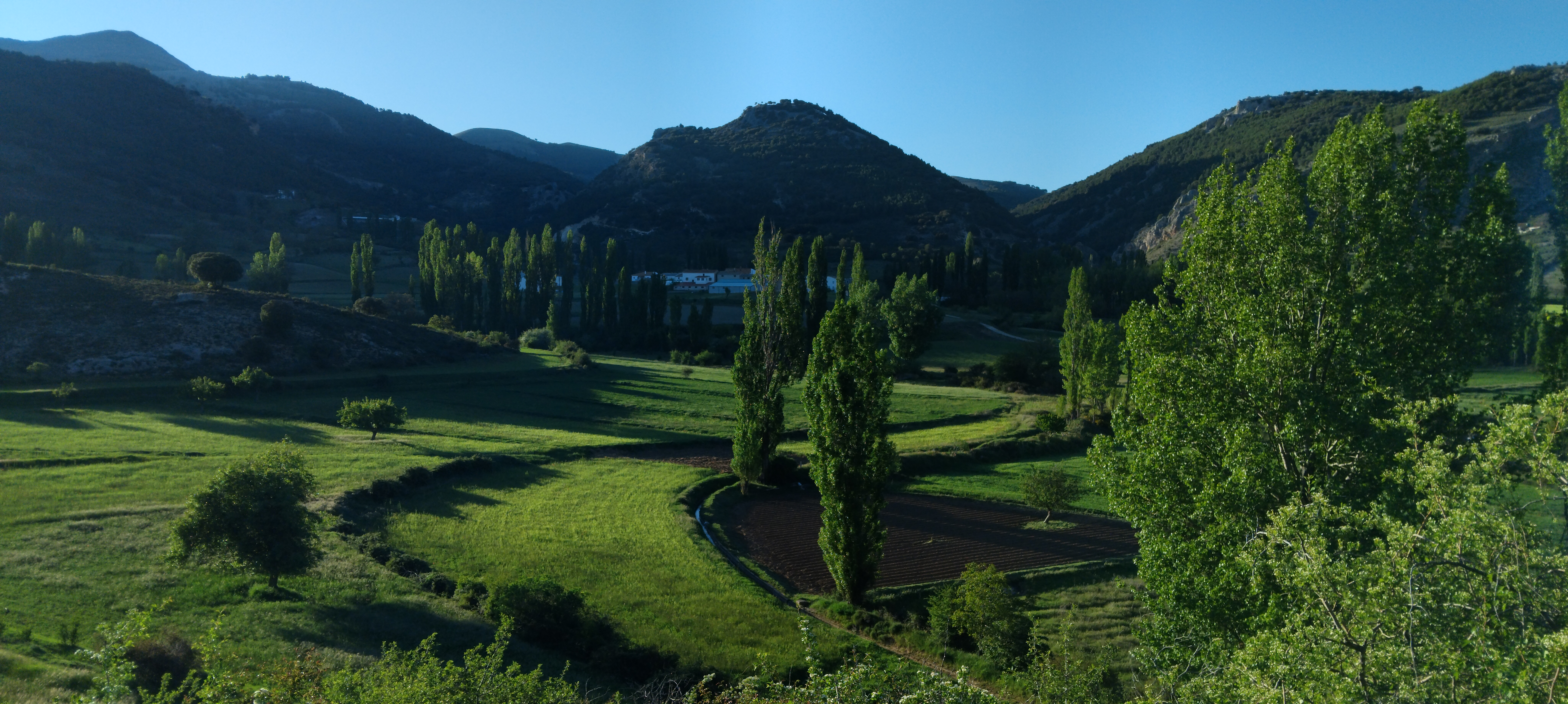
Los Teatinos. Mayo 25

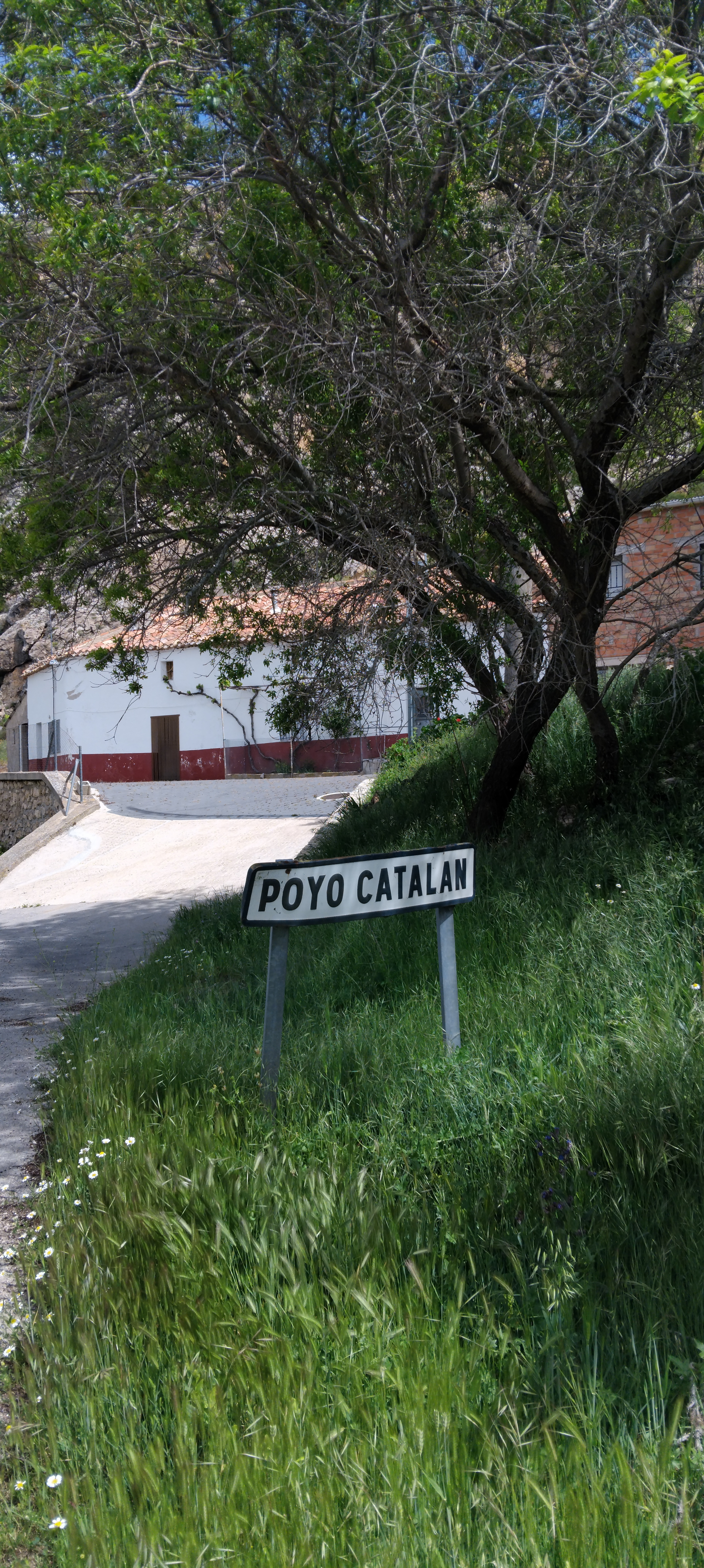
Poyo Catalán. Mayo 2025

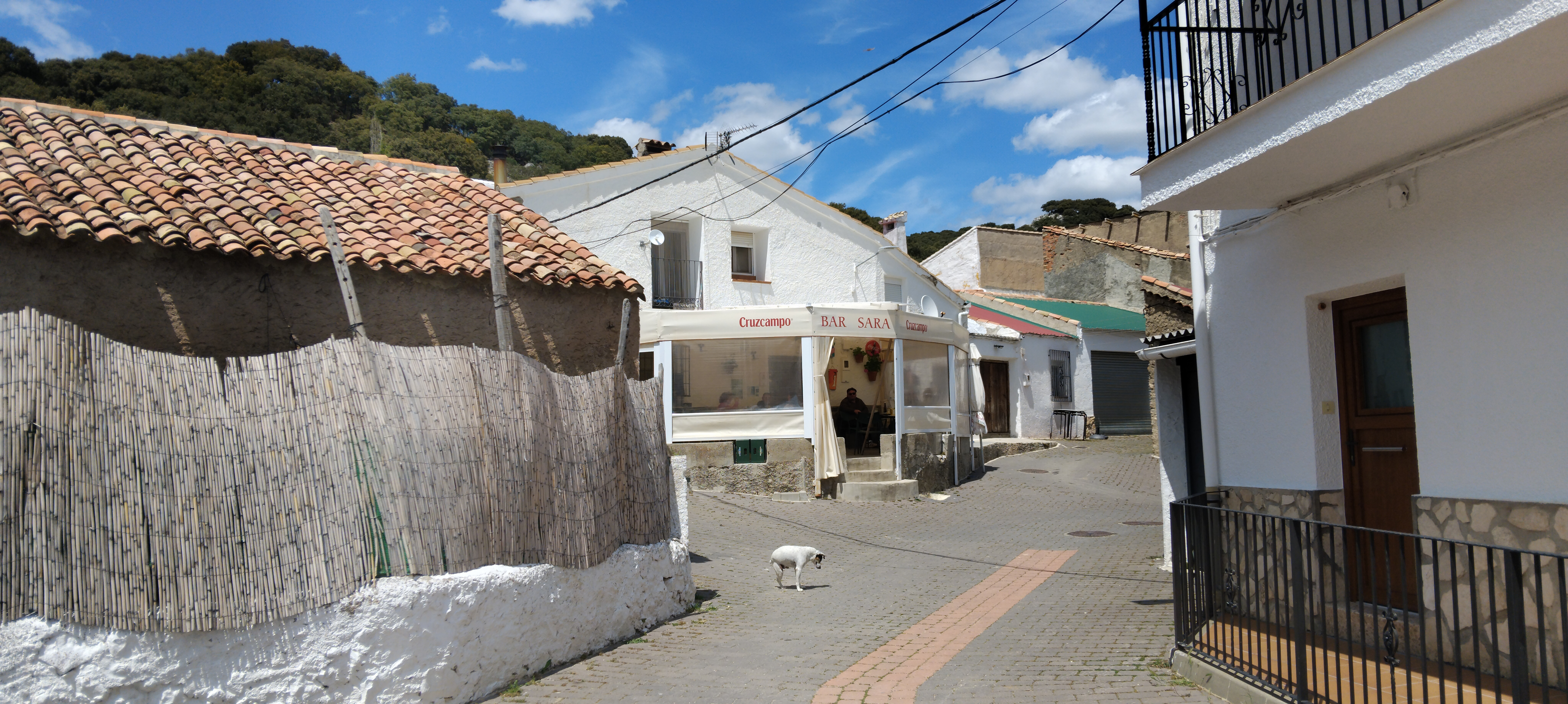
El Cerezo. Mayo 2025

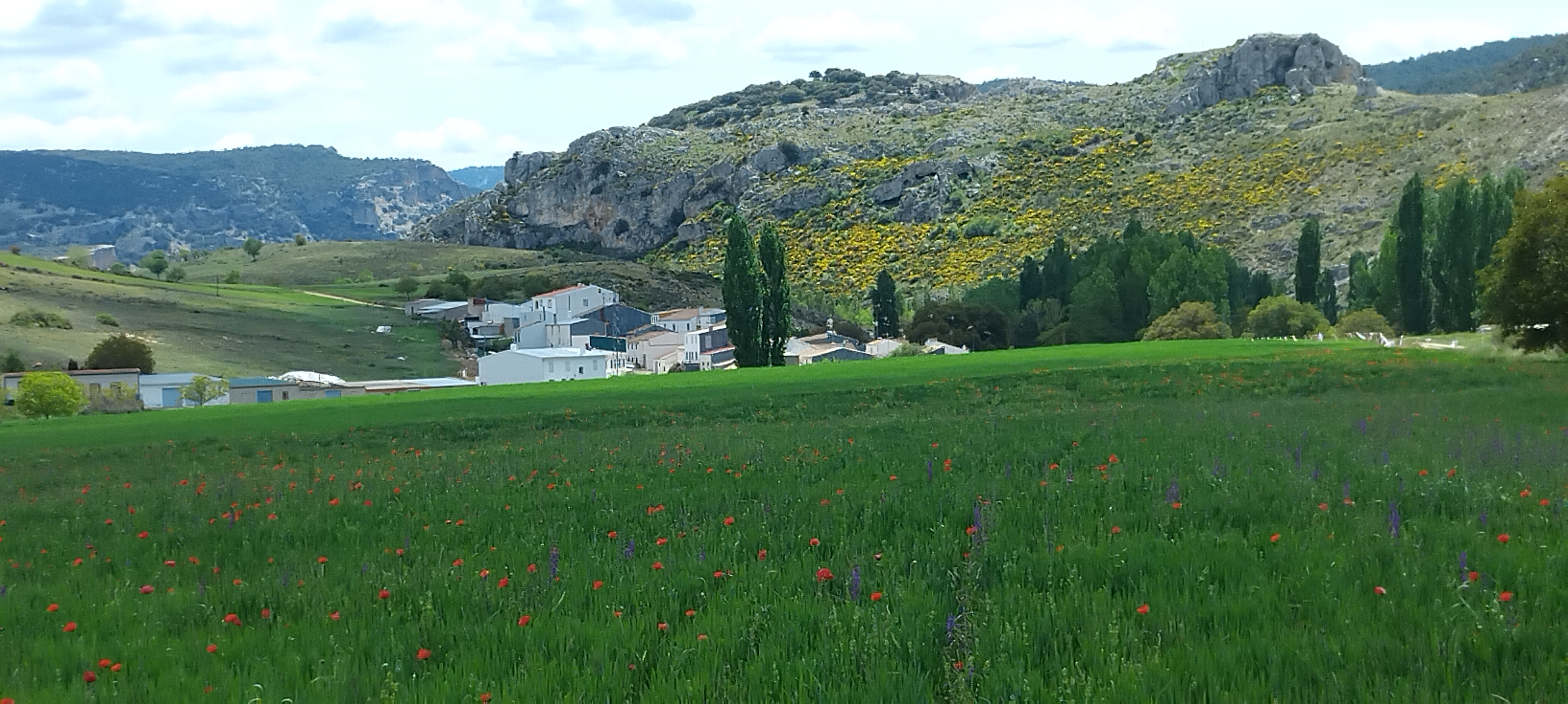
Las Nogueras. Mayo 2025

### Demografía (como municipio independiente)
Santiago de la Espada cuenta con una población de  habitantes (INE ).
| Gráfica de evolución demográfica de Santiago de la Espada entre 1842 y 1970 |
| |
| Población de derecho según los censos de población del INE Población de hecho según los censos de población del INEEn 1975 este municipio desaparece porque se agrupa en el municipio Santiago Pontones |

## Aprovechamiento del territorio
El 3 % es tierra labrada, con cultivos herbáceos debido a que su territorio, que es el más frío de la comarca, impide el cultivo del olivo. Su accidentada orografía hace apto al municipio para los aprovechamientos forestales y ganaderos, dotándolo, además, de innumerables espacios naturales de interés, tanto por la fauna y la flora, como por el paisaje y la grandiosidad de los espacios.

## Actividad económica
Está basada en el turismo, la ganadería, los aprovechamientos forestales, como la caza o la pesca, actividades que se complementan con la emigración temporal a la recolección de la aceituna y de productos hortícolas (en las regiones de Murcia y Valencia) e incluso a la hostelería en otras regiones.

## Cultura
Posee una iglesia, la iglesia parroquial de Santiago Apóstol. Edificada en los siglos XVI-XVIII sobre una antigua ermita y reformada en el siglo XVIII. Tiene algún elemento mudéjar. Tiene arcos diafragma de medio punto.
La iglesia posee el esquema de las iglesias levantinas del gótico final, retablos barrocos y un amplio coro de madera. Tiene un curioso artesonado y un estandarte de las ánimas de la cofradía de los Hermanacos, extinta. El retablo mayor de estilo barroco data del siglo XVIII.

## Fiestas
Las fiestas patronales de Santiago de la Espada en honor a La Purísima, son en la segunda semana del mes de agosto (del 14 al 20). El acontecimiento principal de las fiestas gira en torno a los tradicionales encierros de reses bravas y posterior suelta de estas, celebrados del 17 al 20. Además, las carreras de cintas a caballo en las cuales participan muchos jóvenes y las animadas y divertidas verbenas nocturnas hacen que sea una buena ocasión para ir a este pueblo.
También posee una feria ganadera, la cual se celebra durante tres días del mes de septiembre (del 15 al 17). Tiene su origen en una muestra ganadera que actualmente se ve incrementada con expositores de los más variados productos (ropa, artesanía, ganadería) y que destina el día 16 para la celebración de otra verbena nocturna.